# Ceratina interrupta
Ceratina interrupta är en biart som beskrevs av Johann Dietrich Alfken 1926. Ceratina interrupta ingår i släktet märgbin, och familjen långtungebin. Inga underarter finns listade i Catalogue of Life.